# Sorellanza stregonesca
Sorellanza stregonesca (in inglese Wyrd Sisters) è un romanzo fantasy comico dello scrittore britannico Terry Pratchett, sesto della serie del Mondo Disco e il secondo del Ciclo delle Streghe.
Uscito nel 1988, il libro è stato tradotto in italiano da Antonella Pieretti ed è stato pubblicato per la prima volta nel 1992 all'interno della trilogia Il mondo del Disco, edita da Arnoldo Mondadori Editore sulla collana Biblioteca di Fantasy. Nel 2003 è stato pubblicato da TEA sulla collana Teadue.

## Trama
Re Verence di Lancre viene ucciso dai cugini, il duca e la duchessa Felmet; ne è testimone il buffone di corte, nascosto. Le tre streghe del regno, Nonnina Weatherwax, Tata Ogg e Magrat Garlick, salvano dai sicari di Felmet il figlio neonato del re, Tomjon, e la sua corona; li affidano poi ad una compagnia di attori girovaghi, in attesa che il bimbo possa crescere e ritornare a reclamare il trono.
Il duca è continuamente tormentato dai sensi di colpa e dal fantasma del re, tanto da convincersi che le streghe siano state fino a quel momento le vere sovrane della regione di Lancre e che ora cerchino di spodestarlo con le loro arti magiche. Il buffone, incapace di sottrarsi al suo ruolo di suddito fedele, suggerisce al re di spargere chiacchiere sul conto delle tre streghe, così da minare la fiducia che il popolo ha verso di loro e toglier loro autorità e dunque potere. Nonostante il suo ruolo a fianco di Lord Felmet, il buffone si innamora della più giovane delle streghe, Magrat. Quando le streghe comprendono che la strategia del duca sta avendo successo, tentano di sconfiggerlo da sole, ma il duca dimostra loro che se portassero sul trono un nuovo re grazie alla loro magia, questi non sarebbe tanto un sovrano, quanto un sottomesso alle streghe stesse, vanificando il loro tentativo di riportare un vero re sul trono.
Il regno stesso, animatosi come un'entità unica formata da tutti gli animali e le altre forme di vita che ospita, fa capire alle streghe di aver bisogno di un re che si occupi di lui. Per questo Nonnina decide di portare in avanti di quindici anni tutto il regno, così che la situazione possa poi risolversi in modo naturale senza l'aiuto della magia delle streghe. Infatti le tre sono convinte che Tomjon, come legittimo erede, sia destinato a tornare e riportare la dinastia di Re Verence sul trono.
Il duca invece, convinto dal buffone del potere intrinseco delle parole di cambiare la memoria collettiva del passato, ordina l'esecuzione di un'opera teatrale che mostri la sua versione della morte del vecchio re, in cui egli cade per caso dalle scale e cade accidentalmente sul proprio pugnale, e incarica il buffone stesso di cercare ad Ankh-Morpork una compagnia che la possa mettere in scena. Il destino fa in modo che la compagnia scelta sia proprio quella in cui è cresciuto Tomjon, che ora ha diciotto anni. Il dramma messo in scena viene sabotato dalle tre streghe, quando si accorgono che Tomjon non sta facendo nulla per sconfiggere il duca, e dal fantasma di Re Verence, che, tramite la possessione, costringe tutta la compagnia a riprodurre fedelmente la scena del suo omicidio. A questo punto Lord Felmet impazzisce definitivamente, confessando l'omicidio e fuggendo nel castello, per poi lanciarsi da una torre.
A questo punto tutti si aspettano che Tomjon, finalmente riconosciuto come l'erede perduto, riprenda il suo legittimo posto. Quando però egli rifiuta la corona, Magrat si rende conto dell'incredibile somiglianza tra il buffone e Tomjon, dimostrando a tutti che i due sono fratelli ed essendo il buffone il maggiore è a lui che spetta il titolo di sovrano. Così il buffone diventa re con il nome di Verence II, mentre le due anziane streghe rivelano solo a Magrat che sì i due sono fratelli, ma che in realtà il loro padre non è Verence I. Ma quello che conta per le streghe è che il regno ora sia in pace, avendo un re giusto che si occupi di lui.

## Edizioni
- Terry Pratchett, Sorellanza stregonesca, traduzione di Antonella Pieretti, collana Teadue 1062, TEA, 2003,  p. 242, ISBN 88-7818-695-3.
- Terry Pratchett, Sorellanza stregonesca, collana Biblioteca di Fantasy 16, Arnoldo Mondadori Editore, 1992, ISBN 88-04-36520-X.
- Terry Pratchett, Sorellanza stregonesca, traduzione di Antonella Pieretti, TEA, 2010, 3ª ed.,  p. 303, ISBN 978-88-502-1780-9.